# Scandia Food
Scandia Food Grup reprezintă un grup de firme românești, având sediul central în județul Sibiu, România, activ în sectorul fabricării, prelucrării, ambalării și comercializării unei game largi de produse alimentare (conserve de pate, conserve de carne, conserve de mâncăruri, conserve de pește, conserve de legume-fructe, produse congelate, mezeluri, snacks-uri sărate și drajeuri). Din grup fac parte Scandia Food SRL, Scandia Română SA, Scandia Sibiu SRL, Scandia Food Frozen SRL, Agra’s SA. Toate aceste firme îi declară ca beneficiari pe oamenii de afaceri Dumitru Creștin și Adrian Viorel Gașpar. Mărcile deținute de Scandia sunt: Scandia Sibiu, Bucegi, Sadu, Lotka, Năvodul Plin, Tapas, Roua, Bâlea, Rotina, Sibiu, Tradiții, Tasty, Agra’s. Grupul Scandia este cotat ca lider al pieței de conserve din România și se află pe locul 1 în topul companiilor românești care fabrică produse din carne.

## Istoric
În 1922, sasul Jozsef Theil, producător de mezeluri din Mediaș, al cărui atelier înființat în 1895 cu sediul pe strada Bădăraua nr 13, producea salam de iarnă, mezeluri, derivate de carne, slănină, untură, conserve etc., își mută fabrica la Sibiu pe strada Morilor, sub firma „Theil & Co. A.G. Salami und Selchwarenfabrik”. Cu multă îndemânare și rigurozitate, Theil reușește să își câștige recunoașterea în domeniu, întreprinderea sa devenind în scurt timp un nume cunoscut și apreciat. Tehnologiile moderne pentru acea vreme, obținerea unor produse de cea mai bună calitate și o bună desfacere a produselor pe o piață din ce în ce mai largă, sunt aspectele care au determinat afirmarea renumelui său. Fabrica devine în scurt timp cel mai important producător de salam din Ardeal, salam distribuit sub marca „veritabilul salam de Sibiu”.
Aceasta a crescut în Perioada interbelică prin prezența în fiecare mare oraș din România, prin rețeaua de distribuție bazată pe mijloace proprii de transport, prin extinderea gamei de produse de la salam la mezeluri, conserve de carne și specialități. În 1941, fabrica Theil își schimbă denumirea în Scandia Română, în urma cumpărării de către un alt cetățean german, Robert Berghaus. Anul 1948, aduce naționalizarea fabricii Scandia Română, însă denumirea a fost păstrată.
După 1990, Scandia a exportat sub contracte de exclusivitate pentru SUA, Marea Britanie, Germania, Japonia și țări din fosta Uniune Sovietică. Din anul 1996 a fost reluată producția pentru piața locală. O turnură majoră în istoria fabricii Scandia se produce în anul 2001, când, în urma unei licitații publice, Scandia este preluată de către Dumitru Creștin și Adrian Viorel Gașpar, devenind companie cu capital integral privat romanesc. În 2010, Scandia a fost supusă unui amplu proces  de rebranding, noua denumire fiind Scandia Food.
În 2011, Scandia a intrat pe piața restaurantelor cu servire rapidă, în urma unei investiții de 1.000.000 de euro. Primul restaurant a fost deschis în centrul Băneasa Shopping City.
În anul 2014, Scandia Română devine membru fondator în Asociația Producătorilor de Salam de Sibiu recunoscută fiind astfel unica și lunga istorie de producție a Salamului de Sibiu. Firmele care fac parte din asociere sunt singurele care au dreptul de a produce și de a comercializa salam de Sibiu. Salamul de Sibiu a fost recunoscut de către Uniunea Europeană ca produs cu indicație geografică protejată în 2016.
În cadrul procesului de extindere, Scandia a adus la vânzare conserve din pește (Navodul Plin, 2014), conserve din legume și fructe (Roua, 2016), produse de tip caju, fistic, nuci nobile (Sunset, 2019). În 2016 a achiziționat și fabrica Rotina Product din Hunedoara.
În 2018 compania a achiziționat o fabrică de conserve din pește și fructe de mare din Spania.
În 2021, Scandia a realizat două achiziții pe piața de profil. Prima a reprezentat-o achiziția unei fabrici de mâncăruri congelate pe bază de carne, care operează sub entitatea Scandia Food Frozen, în județul Ilfov. Cea de-a doua este reprezentată de achiziția completă a companiei Agra’s din Alba, la o valoare estimată de 10 milioane de euro.

## Cifră de afaceri
Scandia Food SRL a raportat pentru anul 2020 o cifră de afaceri de 373.942.380 lei, un profit net de 8.536.081 lei și 682 de angajați.
Scandia Română SA a raportat pentru anul 2020 o cifră de afaceri de 13.200.524 lei, profit net de 9.311.764 lei și 9 angajați.
Scandia Sibiu SRL a raportat o cifră de afaceri de 2.955.774 lei, pierderi nete de 1.145.412 lei și un număr de 40 de angajați.

## Conducere
Asociați în firmă sunt Dumitru Creștin și Gașpar Adrian Viorel. Scandia Food SRL este condusă de Andrei Ursulescu în calitate de chief executive officer.